# Duggendorf

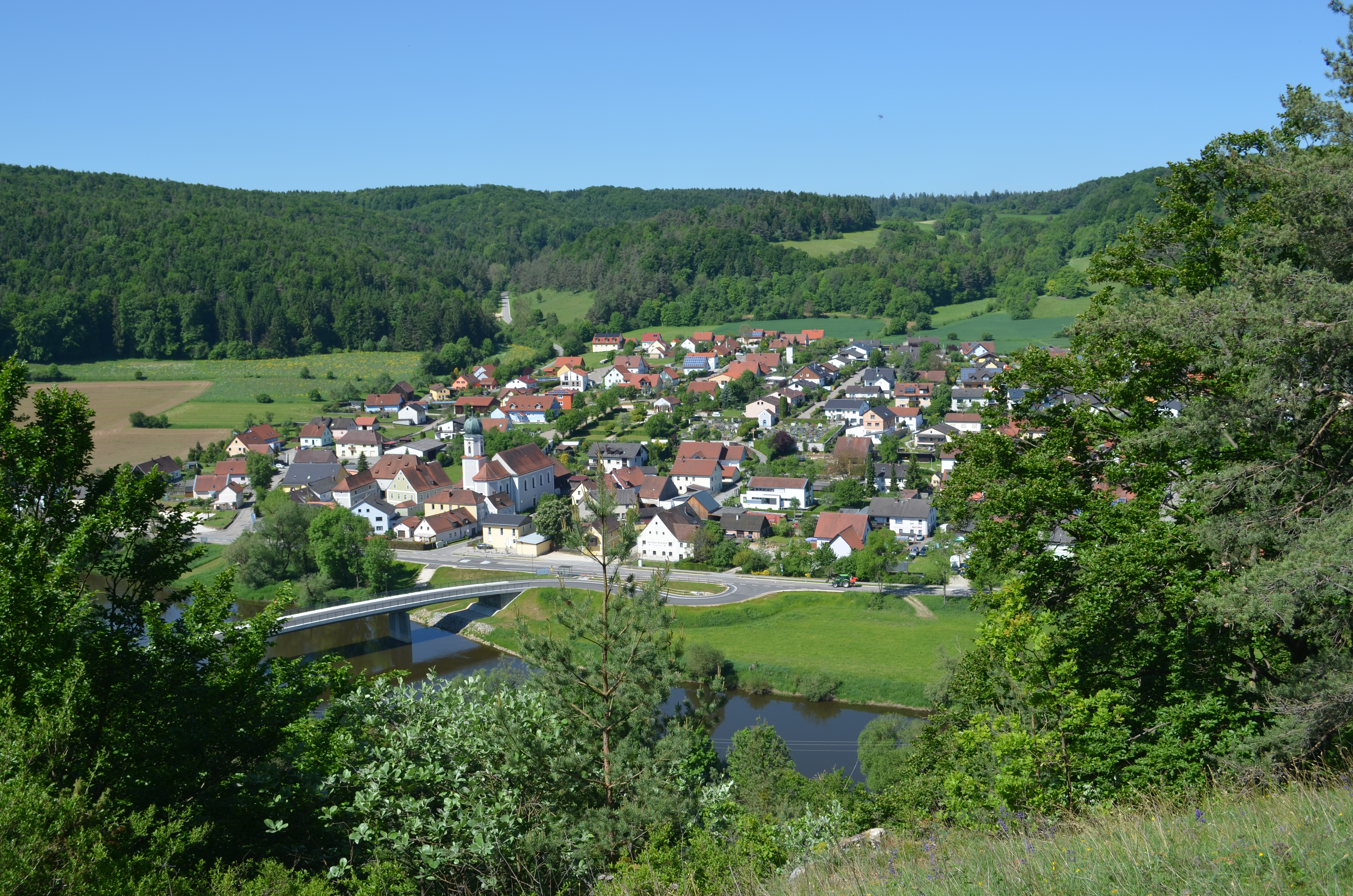
Duggendorf văzut de la Jakobenberg

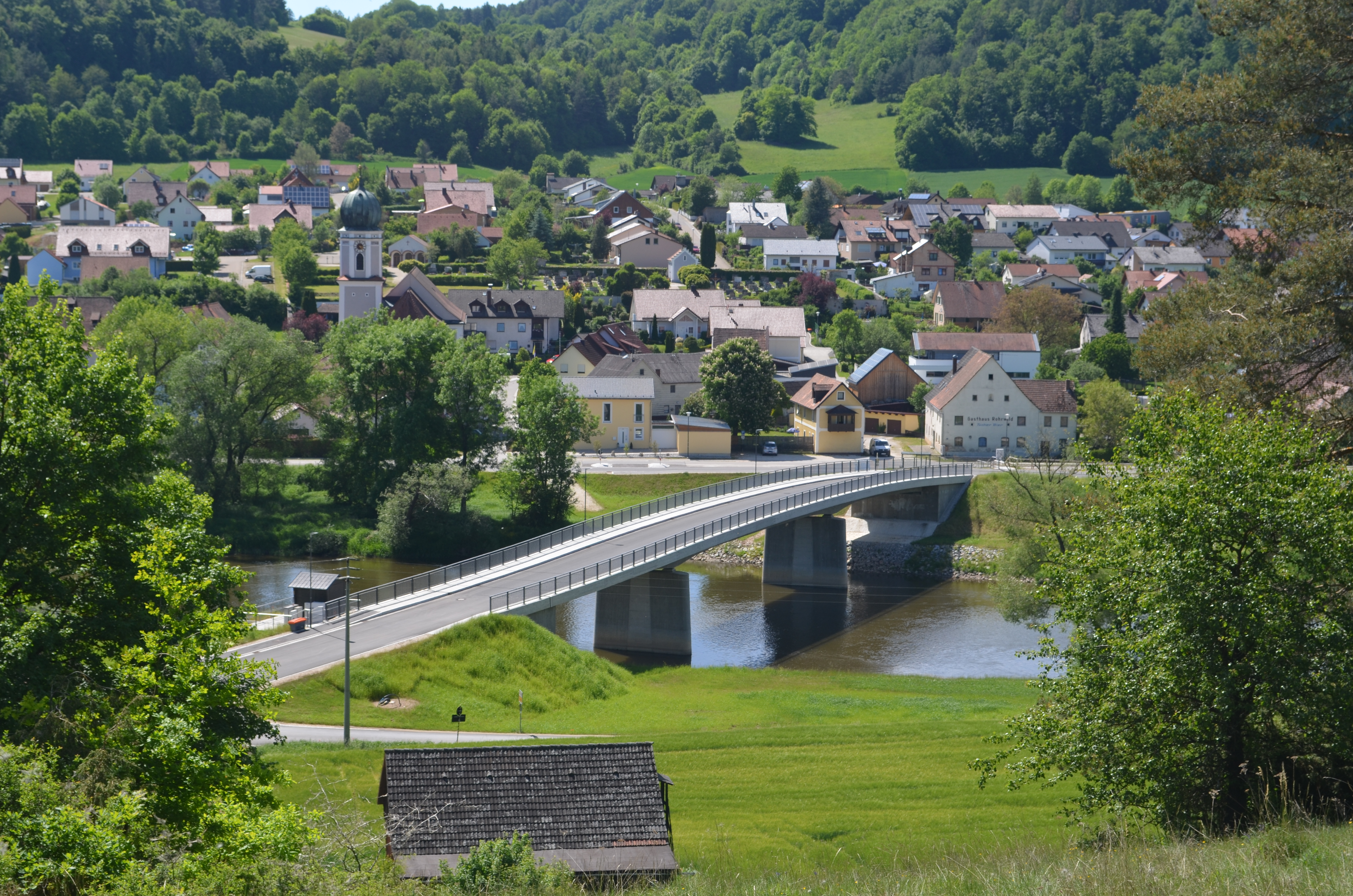
Pod peste râul Naab din Duggendorf

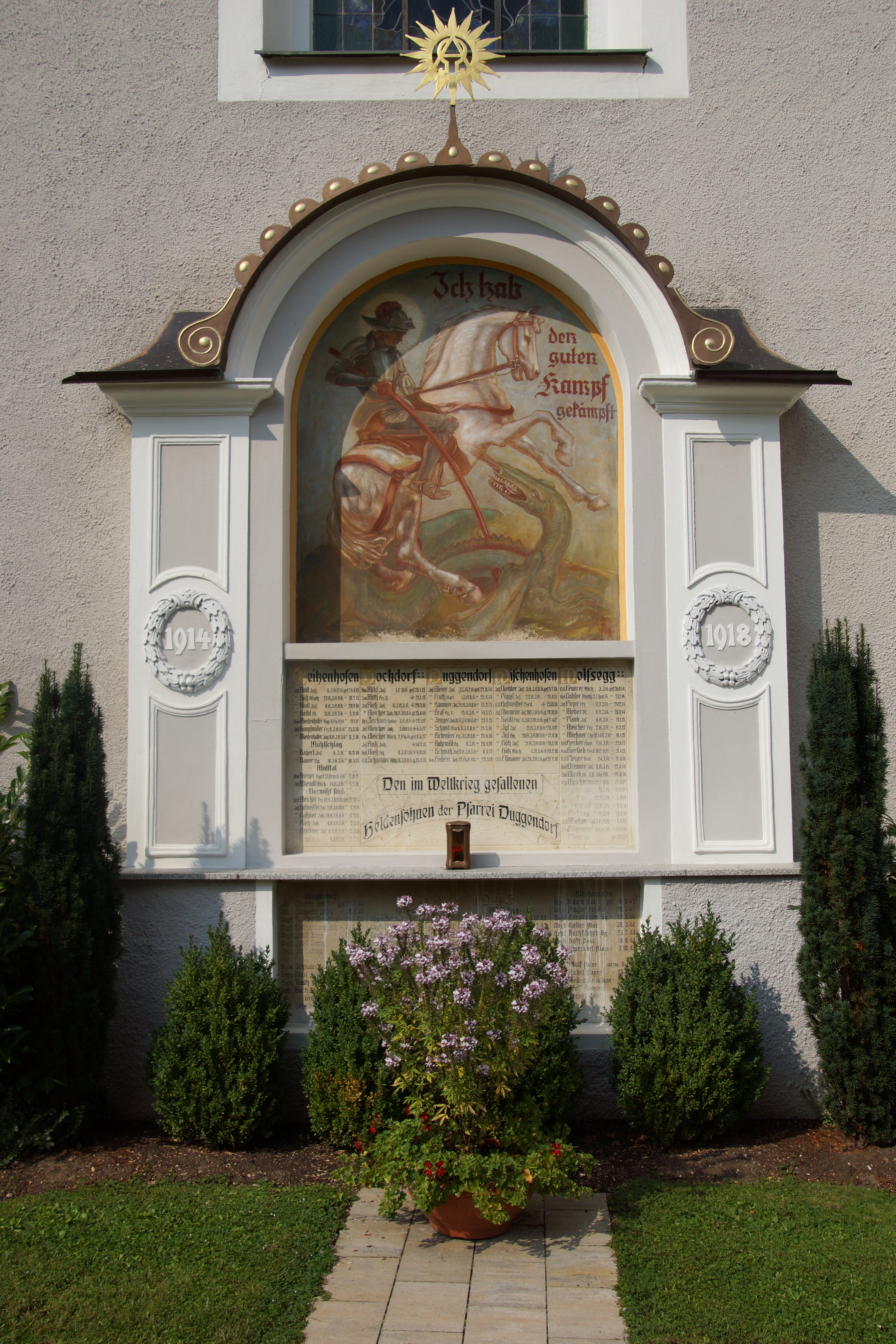
Memorialul de război de la biserica parohială Adormirea Maicii Domnului din Duggendorf, proiectat de Albert Reich în 1920

Duggendorf este o comună din landul Bavaria, Germania.